# Antrodiaetus ashlandensis
Espèce
Antrodiaetus ashlandensis est une espèce d'araignées mygalomorphes de la famille des Antrodiaetidae.

## Distribution
Cette espèce est endémique d'Oregon aux États-Unis,.

## Description
Les mâles mesurent de 9,6 à 11,5 mm.

## Étymologie
Son nom d'espèce, composé de ashland et du suffixe latin -ensis, « qui vit dans, qui habite », lui a été donné en référence au lieu de sa découverte, l'Ashland Watershed dans le comté de Jackson.

## Publication originale
- Cokendolpher, Peck & Niwa, 2005 : Mygalomorph spiders from southwestern Oregon, USA, with descriptions of four new species. Zootaxa, no 1058, p. 1–34.